# Để Mai tính
Để Mai tính (tựa tiếng Anh: Fool for Love) là một bộ phim hài hước, tâm lý, tình cảm lãng mạn Việt Nam của đạo diễn Việt kiều Charlie Nguyễn – vị đạo diễn từng rất thành công với bộ phim Dòng máu anh hùng. Để Mai tính là câu chuyện tình cảm mang đậm nét lãng mạn, hài hước. Trong đó, những chi tiết đan xen vào mối quan hệ giữa các nhân vật dẫn đến nhiều tình huống bất ngờ, đầy cảm xúc và tiếng cười.
Phim xoay quanh chuyện tình của ba nhân vật chính: Mai, Dũng và Hội. Mai (Kathy Uyên), cô Việt kiều Đức xinh đẹp, hoạt bát, luôn ấp ủ trong lòng khát khao trở thành nữ ca sĩ, đã tình cờ gặp Dũng (Dustin Nguyễn) – một anh chàng hiền lành, tốt bụng, nhân viên 'quèn' tại khách sạn 5 sao. Còn đại gia Hội (Thái Hòa), Việt kiều Mỹ trong ngành chăm sóc sắc đẹp, cũng bất ngờ chạm trán với Dũng ngay trên bãi biển Nha Trang.

## Nội dung
Để Mai tính là câu chuyện tình cảm hiện đại mang đậm nét lãng mạn, trong đó đan xen là các mạch cảm xúc, đắn đo, lựa chọn lối đi của các nhân vật khi đối diện với hoàn cảnh éo le.
Mai (Kathy Uyên thủ vai), cô Việt kiều Đức xinh đẹp, hoạt bát, luôn ấp ủ trong lòng khát khao to lớn được trở thành nữ ca sĩ lẫy lừng trên sân khấu ca nhạc ở Sài Gòn. Số phận đưa đẩy cho cô gặp được Dũng (Dustin Nguyễn thủ vai), một anh chàng hiền lành, tốt bụng, sống giản dị bằng nghề lao động tại khách sạn 5 sao và luôn mang trong mình niềm tin mạnh mẽ vào tình yêu đích thực. Hai trái tim vốn thuộc về nhau đã quấn quýt ngay từ những phút đầu gặp gỡ. Dũng tin chắc rằng anh cuối cùng đã thật sự yêu, yêu sâu đậm.
Nhưng chuyện đời không đẹp như mong đợi. Với địa vị xã hội của Dũng, chắc chắn anh sẽ không thể đáp ứng khát vọng được thành danh của Mai. Chính vì thế, khi ông chủ Antoine (Charlie Nguyễn thủ vai) giàu có, quyền lực ngỏ lời yêu cùng cơ hội thực hiện ước mơ ca hát, Mai đã không thể cưỡng lại sức hấp dẫn phù phiếm ấy và ngã vào vòng tay của Antoine.
Đau khổ vì mất người yêu, Dũng đau buồn, và vô tình gặp được Hội (Thái Hòa thủ vai) – nhân vật đồng tính sống trong giới ăn chơi xa xỉ, một thương gia vô cùng thành đạt nhưng thiếu thốn tình cảm. Dũng chấp nhận làm tài xế, ở bên Hội, chấp nhận cuộc sống của thế giới mà mình hoàn toàn không thuộc về, chỉ để có cơ hội được gần Mai, nắm bắt tin tức của cô. Từ đây, vô số các tình huống dở khóc dở cười xảy đến cho các nhân vật, nhất là bộ đôi Dũng – Hội.

## Diễn viên
- Dustin Nguyễn vai Dũng
- Kathy Uyên vai Mai
- Thái Hòa vai Hội
- Charlie Nguyễn vai Antoine
- Bùi Văn Hải vai Minh
- Maryline Tâm Võ vai Ánh
- Annie Huỳnh Anh vai Vân
- Leon Lê vai Sơn
- Trần Trung Lĩnh vai Trí
- Đào Duy Tân vai Thành
- Bình Minh vai Trợ lý của Antoine
- Johnny Trí Nguyễn vai Anh chàng đồng tính Johnny
- Nguyễn Hậu vai Thuyền trưởng
- Ngụy Thanh Lan vai Thư ký
- Trương Thế Vinh vai Chủ quán bar
- Dominic Pereira vai Khách trong khách sạn
- Tuyền Mập vai Người phụ nữ trong nhà vệ sinh

## Hậu trường
Hậu trường của phim được thực hiện thành 16 tập và chiếu trên truyền hình với tựa đề "Nhật ký hậu trường Để Mai tính", nhằm giúp khán giả hiểu hơn về quá trình làm phim. Hậu kỳ được thực hiện tại Mỹ cũng giúp cho phần âm thanh sống động, mang lại hiệu ứng lớn về cảm xúc. Ngoài ra, sự góp mặt của các tên tuổi Bình Minh, Johnny Trí Nguyễn, Nguyễn Hậu... trong những vai nhỏ cũng góp thêm phần thú vị cho phim.

## Ca khúc trong phim
1. So đẹp – Antoneus Maximus
2. So Beautiful – Antoneus Maximus và Kathy Uyên
3. Maybe – Antoneus Maximus và Kathy Uyên
4. Lặng Thầm Một Tình Yêu – Thanh Bùi và Hồ Ngọc Hà
5. I'm Forbidden – Thanh Bùi
6. Angel In Me – Thảo Trang
7. Và tôi cũng yêu em – Thảo Trang
8. Người tình trăm năm – Thảo Trang
9. Đừng xa em đêm nay – Kathy Uyên
10. Chỉ tại vô tình – Hồ Ngọc Hà
11. Gravity – Thanh Bùi
12. Emotions – Antoneus Maximus
13. Nụ hôn ngày mưa – Hồ Ngọc Hà
14. Và con tim đã vui trở lại – Thảo Trang
15. Em sẽ quay về – MTV
16. Vì em đã yêu anh – Lưu Hương Giang